# Układ kolowratski
Układ kolowratski – zawarty w dwóch turach w lutym 1504 roku (3 lutego i 6 lutego) pomiędzy wrocławską kapitułą katedralną a: stanami (książętami, szlachtą i miastami) śląskimi (pierwszy) oraz miastem Wrocławiem (drugi).
Pierwszą część układu negocjowali pełnomocnik króla Czech Władysława II, Albrecht von Kolowrat (od niego traktat ten wziął nazwę) oraz książęta: cieszyński Kazimierz i głogowski Zygmunt (późniejszy król polski) z wrocławskim biskupem Janem IV Rothem. Zgodnie z zawartymi w traktacie ustaleniami prawo do najwyższych beneficjów, w tym do sukcesji w diecezji wrocławskiej po mającym już 80 lat biskupie zastrzeżono dla kandydatów pochodzących wyłącznie ze Śląska, Czech, Moraw lub Łużyc (wykluczając zatem w ten sposób Polaków). Dalsze ustalenia łagodziły nieco przepisy dotyczące ściągania podatków i dziesięciny.
W zawartej trzy dni później drugiej części układu również uczestniczył – jako pośrednik – Albrecht von Kolowrat. Ustalenia regulowały stosunki pomiędzy kapitułą a społecznością miasta, m.in. zakazując rzemieślnikom pracującym na rzecz Kościoła sprzedaży swoich wyrobów, zakazując osiedlania się na Ostrowie Tumskim, zakazując sprzedaży na Ostrowie Tumskim piwa pochodzącego spoza miasta Wrocławia (piwo importowane mogło być przeznaczone tylko do bezpośredniego spożycia), a także potwierdzając ściśle granice pomiędzy jurysdykcją miasta i Kościoła – na moście Tumskim.
Układ ten uznawany jest za sukces negocjacyjny pełnomocnika królewskiego Albrechta, który uzyskał dla korony czeskiej potwierdzenie jej rządów nad Śląskiem, Łużycami i Morawami.
5 kwietnia 1516, po dwunastu latach obowiązywania, układ kolowratski został przez papieża Leona X uznany za nieważny jako zawarty wbrew przepisom prawa kanonicznego.